# Mike Groff
Mike Dennis Groff (Van Nuys, 16 de novembro de 1961) é um ex-automobilista norte-americano.
Disputou a IRL regularmente entre 1996 e 1998, e competiu também pela antiga Champ Car entre 1990 e 1994, disputando algumas provas em 1996. Abandonou a carreira em 1999, após fracassar na tentativa de se classificar para as 500 Milhas de Indianápolis.